# 19 tháng 3
Ngày 19 tháng 3 là ngày thứ 78 trong mỗi năm thường (ngày thứ 79 trong mỗi năm nhuận). Còn 287 ngày nữa trong năm.

## Sự kiện
- 1279 – Quân Nguyên thắng Nam Tống ở trận Nhai Môn, Thừa tướng Lục Tú Phu ôm Tống Đế Bính nhảy xuống biển tự vẫn; triều Nguyên thống nhất Trung Quốc.
- 1644 – Minh Tư Tông Sùng Trinh Đế thắt cổ tự tử tại núi Môi Sơn khi Lý Tự Thành đánh vào Bắc Kinh.
- 1873 – Quân Pháp đánh chiếm Hưng Trung doanh, kết thúc Khởi nghĩa Bảy Thưa diễn ra trên địa bàn An Giang, Nam Kỳ.
- 1915 – Sao Diêm Vương được chụp ảnh lần thứ nhất, nhưng không được công nhận là hành tinh.
- 1918 – Quốc hội Mỹ lập giờ tiêu chuẩn và chấp nhận chế độ kéo dài giờ làm việc ban ngày.
- 1932 – Cầu cảng Sydney, kiến trúc cầu vòm cao nhất thế giới, chính thức thông xe.
- 1945 – Chiến tranh thế giới thứ hai: Máy bay của Nhật Bản tấn công tàu sân bay USS Franklin (hình) của Hoa Kỳ đang di chuyển gần bờ biển Nhật Bản, khiến 724 người tử vong và 265 người bị thương.
- 1946 – Guyane thuộc Pháp, Guadeloupe, Martinique và Réunion trở thành các Tỉnh hải ngoại của Pháp.
- 1950 - ngày Toàn quốc chống Mỹ.
- 1967 - thành lập Binh chủng Đặc công.
- 1972 – Ấn Độ và Bangladesh ký hiệp ước hữu nghị.
- 1975 - Chiến tranh Việt Nam: giải phóng Quảng Trị.
- 2011 – Nội chiến Lybia: Sau khi lực lượng quân đội của Muammar Gaddafi thất bại trong việc đánh chiếm Benghazi, không quân Pháp triển khai chiến dịch Harmattan, bắt đầu sự can thiệp của lực lượng quân đội nước ngoài vào quốc gia Bắc Phi này.
- 2013 – Giáo hoàng Phanxicô đăng quang bằng Lễ khai mạc Sứ vụ.
- 2013 – Một loạt các vụ tấn công xảy ra đồng loạt tại Iraq làm 98 người thiệt mạng và 240 người bị thương.
- 2016 – Chuyến bay 981 của Flydubai rơi khi tìm cách hạ cánh xuống sân bay Rostov–on–Don, Nga làm toàn bộ 62 người trên máy bay thiệt mạng.
- 2016 – Một vụ nổ xảy ra tại quảng trường Taksim, Istanbul, Thổ Nhĩ Kỳ làm 5 người thiệt mạng và 36 người bị thương. Chính phủ cáo buộc ISIS có liên quan đến vụ việc.
- 2018 – Cá thể đực cuối cùng của phân loài tê giác trắng phương bắc chết.

## Sinh
- 1434 – Ashikaga Yoshikatsu, tướng quân shogun người Nhật Bản (m. 1443)
- 1684 – Jean Astruc, thầy thuốc, học giả người Pháp (m. 1766)
- 1721 – Tobias Smollett, tiểu thuyết gia người Scotland (m. 1771)
- 1778 – Edward Pakenham, tướng người Anh (m. 1815)
- 1813 – David Livingstone, người truyền giáo, nhà thám hiểm người Scotland (m. 1873)
- 1821 – Richard Francis Burton, nhà thám hiểm, nhà ngoại giao, tác gia người Anh (m. 1890)
- 1824 – 1828 – William Allingham, tác gia người Ireland (m. 1889)
- 1829 – Carl Frederik Tietgen, nhà tài chính, nhà tư bản công nghiệp người Đan Mạch (m. 1901)
- 1861 – Lomer Gouin, chính khách Quebec (m. 1929)
- 1864 – Charles Marion Russell, nghệ sĩ người Mỹ (m. 1926)
- 1871 – SchoHaigh, cầu thủ cricket người Anh (m. 1921)
- 1873 – Max Reger, nhà soạn nhạc người Đức (m. 1916)
- 1883 – Walter Haworth, nhà hóa học, giải thưởng Nobel người Anh (m. 1950)
- 1883 – Joseph Stilwell, tướng Mỹ (m. 1946)
- 1888 – Josef Albers, nghệ sĩ người Đức (m. 1976)
- 1888 – Léon Scieur, vận động viên xe đạp người Bỉ (m. 1969)
- 1892 – James Van Fleet, tướng người Mỹ (m. 1992)
- 1894 – Moms Mabley, diễn viên hài người Mỹ (m. 1975)
- 1900 – Frédéric Joliot, nhà vật lý, giải thưởng Nobel người Pháp (m. 1958)
- 1904 – John Sirica, quan tòa người Mỹ (m. 1992)
- 1905 – Albert Speer, công chức quốc xã (m. 1981)
- 1906 – Adolf Eichmann, công chức quốc xã (m. 1962)
- 1909 – Louis Hayward, diễn viên người Anh (m. 1985)
- 1909 – Attilio Demaria, cầu thủ bóng đá người Argentina (m. 1990)
- 1914 – Leonidas Alaoglu, nhà toán học người Hy Lạp (m. 1981)
- 1914 – Jay Berwanger, cầu thủ bóng đá người Mỹ (m. 2002)
- 1914 – Fred Clark, diễn viên người Mỹ (m. 1968)
- 1916 – Eric Christmas, diễn viên người Anh (m. 2000)
- 1916 – Irving Wallace, tiểu thuyết gia người Mỹ (m. 1990)
- 1917 – Dinu Lipatti, nghệ sĩ dương cầm người România (m. 1950)
- 1917 – Laszlo Szabo, đấu thủ cờ vua người Hungary (m. 1998)
- 1920 – Tige Andrews, diễn viên người Mỹ (m. 2007)
- 1920 – Kjell Aukrust, tác gia người Na Uy (m. 2002)
- 1921 – Tommy Cooper, hài kịch Magician Wales (m. 1984)
- 1921 – Giuse Maria Trịnh Văn Căn – Hồng y Công giáo thứ 2 người Việt Nam (m. 1990)
- 1923 – Pamela Britton, nữ diễn viên người Mỹ (m. 1974)
- 1923 – Henry Morgentaler, bác sĩ phụ khoa người Canada
- 1924 – Mary Wimbush, nữ diễn viên người Anh (m. 2005)
- 1927 – Richie Ashburn, vận động viên bóng chày người Mỹ (m. 1997)
- 1928 – Hans Küng, nhà thần học Thụy Sĩ
- 1928 – Patrick McGoohan, diễn viên người Mỹ
- 1930 – Ornette Coleman, nhạc công saxophon người Mỹ
- 1932 – Gay Brewer, vận động viên golf người Mỹ (m. 2007)
- 1933 – Philip Roth, tác gia người Mỹ
- 1933 – Renée Taylor, nữ diễn viên người Mỹ
- 1936 – Ursula Andress, nữ diễn viên Thụy Sĩ
- 1936 – Birthe Wilke, ca sĩ người Đan Mạch
- 1937 – Clarence "Frogman" Henry, nhạc sĩ người Mỹ
- 1939 – Joe Kapp, cầu thủ bóng đá người Mỹ
- 1942 – Richard Dobson, ca sĩ, người sáng tác bài hát người Mỹ
- 1943 – Mario J. Molina, nhà hóa học, giải thưởng Nobel người México
- 1943 – Mario Monti, chính khách người Ý
- 1943 – Vern Schuppan, người đua xe người Úc
- 1944 – Said Musa, thủ tướng Belize
- 1944 – Sirhan Sirhan, kẻ ám sát người Palestine
- 1945 – Stefanos Kiriakidis, diễn viên người Hy Lạp
- 1946 – Bigas Luna, đạo diễn phim người Tây Ban Nha
- 1947 – Glenn Close, nữ diễn viên người Mỹ
- 1947 – Marinho Peres, cầu thủ bóng đá người Brasil
- 1952 – Harvey Weinstein, nhà sản xuất phim người Mỹ
- 1955 – Bruce Willis, diễn viên người Mỹ
- 1955 – Simon Yam, diễn viên người Hồng Kông
- 1962 – Ivan Calderón, vận động viên bóng chày người Puerto Rican (m. 2003)
- 1964 – Yoko Kanno, nhà soạn nhạc người Nhật Bản
- 1964 – Jake Weber, diễn viên người Anh
- 1966:
  - Andy Sinton, cầu thủ bóng đá người Anh
  - Tần Cương, chính trị gia người Trung Quốc
- 1967 – Vladimir Konstantinov, vận động viên khúc côn cầu trên băng người Nga
- 1968 – Mots'eoa Senyane, nhà ngoại giao người Lesotho
- 1969 – Gary Jules, ca sĩ, người sáng tác bài hát người Mỹ
- 1969 – Connor Trinneer, diễn viên người Mỹ
- 1971 – Nadja Auermann, siêu người mẫu người Đức
- 1971 – Sébastien Godefroid, Sailor người Bỉ
- 1973 – Simmone Jade Mackinnon, nữ diễn viên người Úc
- 1975 – Từ Nhược Tuyên, ca sĩ, nữ diễn viên, người mẫu, người Đài Loan
- 1975 – Brann Dailor, nhạc công đánh trống người Mỹ
- 1976 – Andre Miller, cầu thủ bóng rổ người Mỹ
- 1976 – Rachel Blanchard, nữ diễn viên người Canada
- 1976 – Alessandro Nesta, cầu thủ bóng đá người Ý
- 1977 – Jorma Taccone, nhà văn, diễn viên hài người Mỹ
- 1979 – Hee–Seop Choi, vận động viên bóng chày người Hàn Quốc
- 1979 – Ivan Ljubičić, vận động viên quần vợt người Croatia
- 1979 – Christos Patsatzoglou, cầu thủ bóng đá người Hy Lạp
- 1979 – Hedo Türkoğlu, cầu thủ bóng rổ Thổ Nhĩ Kỳ
- 1980 – Mikuni Shimokawa, ca sĩ người Nhật Bản
- 1980 – Don Sparrow, người minh họa người Canada
- 1981 – Kim Rae Won, diễn viên, người mẫu, người Hàn Quốc
- 1982 – Brad Jones, cầu thủ bóng đá người Úc
- 1982 – Matt Littler, diễn viên người Anh
- 1982 – Jonathan Fanene, cầu thủ bóng đá người Mỹ
- 1983 – Matt Sydal, đô vật Wrestling chuyên nghiệp người Mỹ
- 1984 – Tanushree Dutta, nữ diễn viên Ấn Độ
- 1985 – Ernesto Viso, người đua xe người Venezuela
- 1987 – Michal Švec, cầu thủ bóng đá người Séc
- 1996 – Dế Choắt, rapper Việt Nam
- 1998 – Miyawaki Sakura – nữ thần tượng người Nhật Bản (HKT48, AKB48, IZ*ONE & LE SSERAFIM)

## Mất
- 1263 – Hugh of St Cher, giáo chủ hồng y người Pháp
- 1637 – Péter Pázmány, giáo chủ hồng y, chính khách người Hungary (s. 1570)
- 1648 – Nguyễn Phúc Lan, chúa Nguyễn thứ ba của Đàng Trong (s. 1601).
- 1649 – Gerhard Johann Vossius, nhà học giả kinh điển, nhà thần học người Đức (s. 1577)
- 1683 – Thomas Killigrew, nhà viết kịch người Anh (s. 1612)
- 1687 – Robert Cavelier de La Salle, nhà thám hiểm người Pháp (s. 1643)
- 1697 – Nicolaus Bruhns, người chơi đàn organ, nhà soạn nhạc người Đức (s. 1665)
- 1721 – Giáo hoàng Clement XI (s. 1649)
- 1796 – Hugh Palliser, sĩ quan hải quân, người quản lý người Anh (s. 1722)
- 1816 – Philip Mazzei, thầy thuốc người Ý (s. 1730)
- 1847 – Nguyễn Phúc Trang Tĩnh, phong hiệu Hòa Mỹ Công chúa, công chúa con vua Minh Mạng (s. 1825)
- 1873 – Trần Văn Thành, thủ lĩnh cuộc khởi nghĩa Bảy Thưa trong lịch sử Việt Nam.
- 1897 – Antoine Thomson d'Abbadie, nhà địa lý người Pháp (s. 1810)
- 1900 – John Bingham, chính khách, luật sư người Mỹ (s. 1815)
- 1900 – Charles–Louis Hanon, nhà soạn nhạc người Pháp (s. 1819)
- 1916 – Vasily Surikov, họa sĩ người Nga (s. 1848)
- 1930 – Arthur Balfour, thủ tướng Anh (s. 1848)
- 1939 – Lloyd L. Gaines, nhà đấu tranh cho nhân quyền người Mỹ
- 1942 – Clinton Hart Merriam, nhà động vật học người Mỹ (s. 1855)
- 1943 – Frank Nitti, găngxtơ người Mỹ (s. 1883)
- 1944 – William Hale Thompson, thị trưởng Chicago người Mỹ (s. 1869)
- 1945 – Friedrich Fromm, quốc xã công chức người Đức (s. 1888)
- 1950 – Edgar Rice Burroughs, tác gia người Mỹ (s. 1875)
- 1950 – Walter Haworth, nhà hóa học, giải thưởng Nobel người Anh (s. 1883)
- 1974 – Anne Klein, thời trang nhà thiết kế người Mỹ (s. 1923)
- 1974 – Edward Platt, diễn viên người Mỹ (s. 1916)
- 1976 – Albert Dieudonné, diễn viên, tiểu thuyết gia người Pháp (s. 1889)
- 1978 – Gaston Julia, nhà toán học người Pháp (s. 1893)
- 1979 – Richard Beckinsale, diễn viên người Anh (s. 1947)
- 1984 – Garry Winogrand, nhà nhiếp ảnh người Mỹ (s. 1928)
- 1995 – Yasuo Yamada, diễn viên lồng tiếng người Nhật Bản (s. 1932)
- 1997 – Willem de Kooning, họa sĩ người Đức (s. 1904)
- 1999 – Jaime Sabines, nhà thơ người México (s. 1926)
- 2003 – Michael Mathias Prechtl, người minh họa người Đức (s. 1926)
- 2003 – Émile Genest, diễn viên người Canada (s. 1921)
- 2004 – Mitchell Sharp, chính khách người Canada (s. 1911)
- 2005 – John De Lorean, kĩ sư ô tô người Mỹ (s. 1925)
- 2007 – Calvert DeForest, diễn viên người Mỹ (s. 1921)
- 2007 – Luther Ingram, ca sĩ nhạc soul, người sáng tác bài hát người Mỹ (s. 1937)
- 2008 – Hugo Claus, nhà văn người Bỉ (s. 1929)
- 2022 - Đỗ Xuân Công, một tướng lĩnh và chính khách Việt Nam. (s. 1943)

## Ngày lễ và kỷ niệm
- Công giáo Rôma và Anh giáo – Lễ kính thánh Giuse cho thánh Giuse từ Na–gia–rét, chồng của Đức Mẹ
- Ngày của Cha tại Tây Ban Nha, Bồ Đào Nha, Bỉ, Ý, và Honduras.